# 宇野光雄
宇野 光雄（うの みつお、1917年4月10日 - 1994年4月17日）は、愛知県名古屋市出身のプロ野球選手（内野手）・コーチ・監督、解説者。

## 経歴
旧制和歌山中学では春の選抜に4年連続出場し、1933年はベスト4、1934年はベスト8まで進出。1936年には優秀選手賞になるなど、走攻守揃った三塁手として名を馳せた。このように和歌山中学は強豪校であったが、宇野の学年7人が卒業を前に引退すると部員が5人だけになってしまい、その状況で入部した4年生の一人が西本幸雄であった。
中学卒業後の1937年に慶應義塾大学へ進学すると、戦前の黄金期に中心選手として活躍。飯島滋弥・宮崎要・大館盈六と共に「100万ドルの内野陣」と謳われた。また、この頃の野球のマネージャーに後の読売ジャイアンツのオーナーとなる正力亨がいた。東京六大学リーグでは通算90試合に出場し331打数79安打、0本塁打、打率.239を記録。卒業後の1946年には1年だけ母校・慶大の監督に就任して、戦後初のリーグでは5戦全勝で優勝を飾り、大島信雄・別当薫・加藤進を卒業生として送り出した。
退任後は藤倉電線を経て、1947年に三原脩監督の熱心な勧誘を受けて読売ジャイアンツへ入団するが、肩を故障してしまう。療養中の1948年には同じく肩を壊して調整していた藤本英雄とのキャッチボールの際に、藤本の投げたボールがスライド回転することに気付き、これが藤本のスライダー習得のきっかけとなった。結局、宇野の肩は治らず1948年シーズン途中で巨人を退団。巨人退団後は新東宝に入社して、一時は山田五十鈴の付き人も務めた。最初は山田が歩く3歩後ろを、宇野が化粧鞄を持って歩いていたが、だんだん距離が縮まり、終いには並んで歩くようになった。また、巨人在籍時には往年の強肩が見る影もなく衰えてしまっていたことについて、恋多き女、山田五十鈴にかわいがられたら、肩も腰も吸い取られてしまうだろう、との噂があったという。
1950年に豊富なキャリアを評価されて巨人に二軍監督として復帰するが、少ない選手数の中で練習の手伝いをしているうちに肩の故障が回復し、シーズン終盤に選手として復帰。39試合に出場して打率3割を記録 すると、1951年からは手塚明治に替わってレギュラー三塁手となる。青田昇・川上哲治と共にクリーンアップを打ち、リーグ10位の打率.303を記録。1952年は5番の南村不可止に次いで6番打者を務め、リーグ11位の打率.290をマークする。1953年にはハワイから来日していきなり.340の高打率を挙げた柏枝文治に押されて出場試合数が減り、同年限りで国鉄スワローズへ移籍。宇野は守備力を高く評価された三塁手であっただけに、後任の柏枝・岩本堯・広岡達朗らでは宇野が抜けた穴を埋められず、長嶋茂雄が入団するまで巨人は三塁手に苦労したといわれる。移籍については、1954年春の明石キャンプで水原茂監督から通告されたが、宇野は悔しさのあまり非常に荒れた。一方で宇野の指導者としての能力を期待していた巨人は国鉄に対して、巨人では監督を（選手としての）完全生え抜きのOBに限定する内規を定めているため、移籍させると巨人の監督候補から外れることを考慮して、将来国鉄で監督に就任させるように条件を付けたという。後年宇野はこのトレードは水原の温情だったのだろう、としみじみ語っていた。
国鉄ではコーチ兼任の傍ら、4番打者としてリーグ12位の打率.291を記録し、ベストナインのタイトルを獲得。また、宇野は巨人戦で打率.338を記録したが、チームも同年4月4日から6月20日まで巨人相手に8連勝し、宇野の闘志が国鉄に乗り移ったといわれた。1955年まで4番・三塁手を務め、1956年に国鉄の選手兼任監督に就任。宇野は巨人に対して非常に闘志を燃やして集中攻撃し、巨人対国鉄戦は毎試合のように大熱戦が展開される看板カードとなった。特に同年の国鉄は対巨人戦11勝13敗と健闘し、チーム設立以来初めて4位に浮上させる。別府キャンプで鍛え上げた鵜飼勝美を巨人戦の4番に起用し、5番に起用した佐々木重徳も巨人戦になると打った。創立1年目の1950年が3勝、2年目の1951年が4勝の対戦成績を11勝まで押し上げたが、同年限りで現役を引退。
引退後の1957年からは監督専任となり、1950年代後半の国鉄はエース・金田正一の最盛期であったが、4年連続4位と巨人・阪神・中日の三強の壁をどうしても崩すことができなかった。1959年の勝率.492を最高に一度もAクラス・勝率5割を達成できないまま、最下位に転落した1960年限りで監督を解任。監督が交代を告げる前に降板したことはおろか、監督が交代を告げる前にマウンドにのぼったこともあった金田とは、感情的対立があったという。
1961年からは中学の後輩である西本の辞任を受けて大毎オリオンズ監督を務め、成績は就任前のリーグ優勝から2年連続4位に終わり、1962年限りで解任。永田雅一オーナーからオーナー室から采配について宇野に直接電話が来ることがあり、当時大毎の選手・コーチであった杉下茂は「野球好きで何度も球場に訪れていたが、口出すのは参った。ベンチにいると、オーナー室から宇野光雄監督のところに電話が来るんだ。采配について直接電話だよ。私も苦笑いするしかなかった。」 と述べている。1961年7月25日の東映戦（駒澤）で、代打に須藤豊を送ろうとした際、「なーんだ、スーしかおらんのか。仕方ねぇなあー、そんならお前行けや」と配慮のない言葉を吐いてしまい、激怒した須藤から「監督なら、誰が残っているかくらいしっかり覚えときや!」とベンチ内で怒鳴りつけられた。同年オフに須藤は土居章助との交換トレードで巨人に移籍した。大毎監督退任後はラジオ関東「バッチリナイター」解説者（1963年 - 1968年）を経て、慶大・巨人の先輩である水原の下で中日のヘッドコーチ（1969年 - 1970年）を務めた。
中日コーチ退任後は千葉テレビ「CTCダイナミックナイター」（1971年）・東京12チャンネル「○曜ナイター」（1971年 - 1976年）・日本短波放送「たんぱストレートナイター」で解説者を務め、解説業の傍ら、1972年からは東京都立川市でドイツ風ビアホールレストラン「バイエルン」を経営した。開店前の昼過ぎには「よーし、今日は臨時休業だ!みんな帰っていいぞ」と言って、一人だけ残った店員がテーブルと椅子を片付けてボールを転がすと、ボールを掴んだその一瞬、宇野は左手首を捻った。倒れてもグラブからボールがこぼれないようにロックをかけ、妙技の一端を見せていた。神宮の早慶戦で母校・慶大を応援する際、ネット裏席ではなく、学生席で後輩達と肩を組み「若き血」を歌っていた。
1994年4月17日に多発性骨髄腫のため死去。77歳没。

## 選手としての特徴
野球帽をあみだ被りにして、ひょうひょうとした仕草で、おとぼけのウーやんのニックネームで呼ばれた。一方で、実際のプレーは頭脳的で、相手の気持ちを読んだ駆け引きに秀でていた。
故障により肩が万全でなかったため、三塁守備では浅い守備位置を取っていた。一方で、ボールを決して恐れず、千葉茂によると水原と宇野がゴロの打球から逃げたのを決して見たことがなかったという。また打席でも、内角の投球に対して、避けるふりをしながらダブダブに着用したユニホームの袖に擦らせて、死球を稼ぐことを得意とした。
打撃では、高めの速球を左中間に持って行く、ストレート打ちの名手だった。

## 逸話
ある年の契約更改で、球団代表から片手を広げて「これだけアップでどうかね」と言われて、てっきり5万円アップと思い込んだ宇野は契約書に印鑑を押す。しかし、帰宅して確認すると、片手のアップはわずか5千円であったという。

## 詳細情報

### 年度別打撃成績
| 年 度     | 球 団     | 試 合 | 打 席 | 打 数 | 得 点 | 安 打 | 二 塁 打 | 三 塁 打 | 本 塁 打 | 塁 打 | 打 点 | 盗 塁 | 盗 塁 死 | 犠 打 | 犠 飛 | 四 球 | 敬 遠 | 死 球 | 三 振 | 併 殺 打 | 打 率 | 出 塁 率 | 長 打 率 | O P S |
| --------- | --------- | ----- | ----- | ----- | ----- | ----- | -------- | -------- | -------- | ----- | ----- | ----- | -------- | ----- | ----- | ----- | ----- | ----- | ----- | -------- | ----- | -------- | -------- | ----- |
| 1947      | 巨人      | 8     | 17    | 16    | 0     | 2     | 0        | 0        | 0        | 2     | 0     | 0     | 0        | 0     | --    | 0     | --    | 1     | 0     | --       | .125  | .176     | .125     | .301  |
| 1948      | 巨人      | 22    | 41    | 38    | 3     | 6     | 0        | 0        | 0        | 6     | 2     | 1     | 0        | 2     | --    | 1     | --    | 0     | 7     | --       | .158  | .179     | .158     | .337  |
| 1950      | 巨人      | 39    | 135   | 120   | 21    | 36    | 3        | 1        | 5        | 56    | 25    | 6     | 0        | 1     | --    | 14    | --    | 0     | 8     | 9        | .300  | .373     | .467     | .840  |
| 1951      | 巨人      | 111   | 439   | 390   | 66    | 118   | 17       | 4        | 3        | 152   | 59    | 23    | 8        | 8     | --    | 38    | --    | 3     | 15    | 14       | .303  | .369     | .390     | .759  |
| 1952      | 巨人      | 115   | 443   | 404   | 42    | 117   | 16       | 3        | 5        | 154   | 54    | 11    | 7        | 6     | --    | 27    | --    | 6     | 27    | 14       | .290  | .343     | .381     | .724  |
| 1953      | 巨人      | 97    | 347   | 318   | 32    | 86    | 18       | 2        | 4        | 120   | 53    | 5     | 1        | 4     | --    | 24    | --    | 1     | 29    | 11       | .270  | .324     | .377     | .701  |
| 1954      | 国鉄      | 125   | 515   | 474   | 51    | 138   | 18       | 1        | 7        | 179   | 56    | 19    | 3        | 2     | 4     | 29    | --    | 6     | 36    | 14       | .291  | .337     | .378     | .715  |
| 1955      | 国鉄      | 107   | 422   | 382   | 36    | 99    | 14       | 2        | 6        | 135   | 43    | 8     | 7        | 1     | 3     | 32    | 3     | 4     | 24    | 14       | .259  | .321     | .353     | .674  |
| 1956      | 国鉄      | 9     | 13    | 13    | 0     | 2     | 0        | 0        | 0        | 2     | 0     | 0     | 0        | 0     | 0     | 0     | 0     | 0     | 0     | 2        | .154  | .154     | .154     | .308  |
| 通算：9年 | 通算：9年 | 633   | 2372  | 2155  | 251   | 604   | 86       | 13       | 30       | 806   | 292   | 73    | 26       | 24    | 7     | 165   | 3     | 21    | 146   | 78       | .280  | .336     | .374     | .710  |

### 通算監督成績
| 年度      | 年度      | チーム    | 順位      | 試合 | 勝利 | 敗戦 | 引分 | 勝率 | ゲーム差   | チーム 本塁打 | チーム 打率 | チーム 防御率 | 年齢       |
| --------- | --------- | --------- | --------- | ---- | ---- | ---- | ---- | ---- | ---------- | ------------- | ----------- | ------------- | ---------- |
| 1956年    | 昭和31年  | 国鉄      | 4位       | 130  | 61   | 65   | 4    | .485 | 21.0       | 58            | .218        | 2.64          | 39歳       |
| 1957年    | 昭和32年  | 国鉄      | 4位       | 130  | 58   | 68   | 4    | .462 | 15.5       | 83            | .226        | 2.74          | 40歳       |
| 1958年    | 昭和33年  | 国鉄      | 4位       | 130  | 58   | 68   | 4    | .462 | 17.5       | 59            | .223        | 3.10          | 41歳       |
| 1959年    | 昭和34年  | 国鉄      | 4位       | 130  | 63   | 65   | 2    | .492 | 15.5       | 62            | .230        | 3.19          | 42歳       |
| 1960年    | 昭和35年  | 国鉄      | 6位       | 130  | 54   | 72   | 4    | .431 | 16.0       | 73            | .232        | 3.09          | 43歳       |
| 1961年    | 昭和36年  | 大毎      | 4位       | 140  | 72   | 66   | 2    | .521 | 15.0       | 103           | .258        | 3.23          | 44歳       |
| 1962年    | 昭和37年  | 大毎      | 4位       | 132  | 60   | 70   | 2    | .462 | 18.0       | 92            | .268        | 3.71          | 45歳       |
| 通算：7年 | 通算：7年 | 通算：7年 | 通算：7年 | 922  | 426  | 474  | 22   | .473 | Bクラス7回 | Bクラス7回    | Bクラス7回  | Bクラス7回    | Bクラス7回 |

### 表彰
- ベストナイン：1回 （三塁手部門：1954年）

### 記録
- オールスターゲーム出場：2回 （1953年、1954年）

### 背番号
- 29 （1947年 - 1948年）
- 40 （1950年 - 同年途中）
- 10 （1950年途中 - 1953年、1962年途中 - 同年終了）
- 1 （1954年 - 1955年）
- 30 （1956年 - 1962年途中）
- 61 （1969年）
- 67 （1970年）